# Diopatra angolensis
Diopatra angolensis är en ringmaskart som beskrevs av Kirkegaard 1988. Diopatra angolensis ingår i släktet Diopatra och familjen Onuphidae. Inga underarter finns listade i Catalogue of Life.